# Jan Willem Janssens

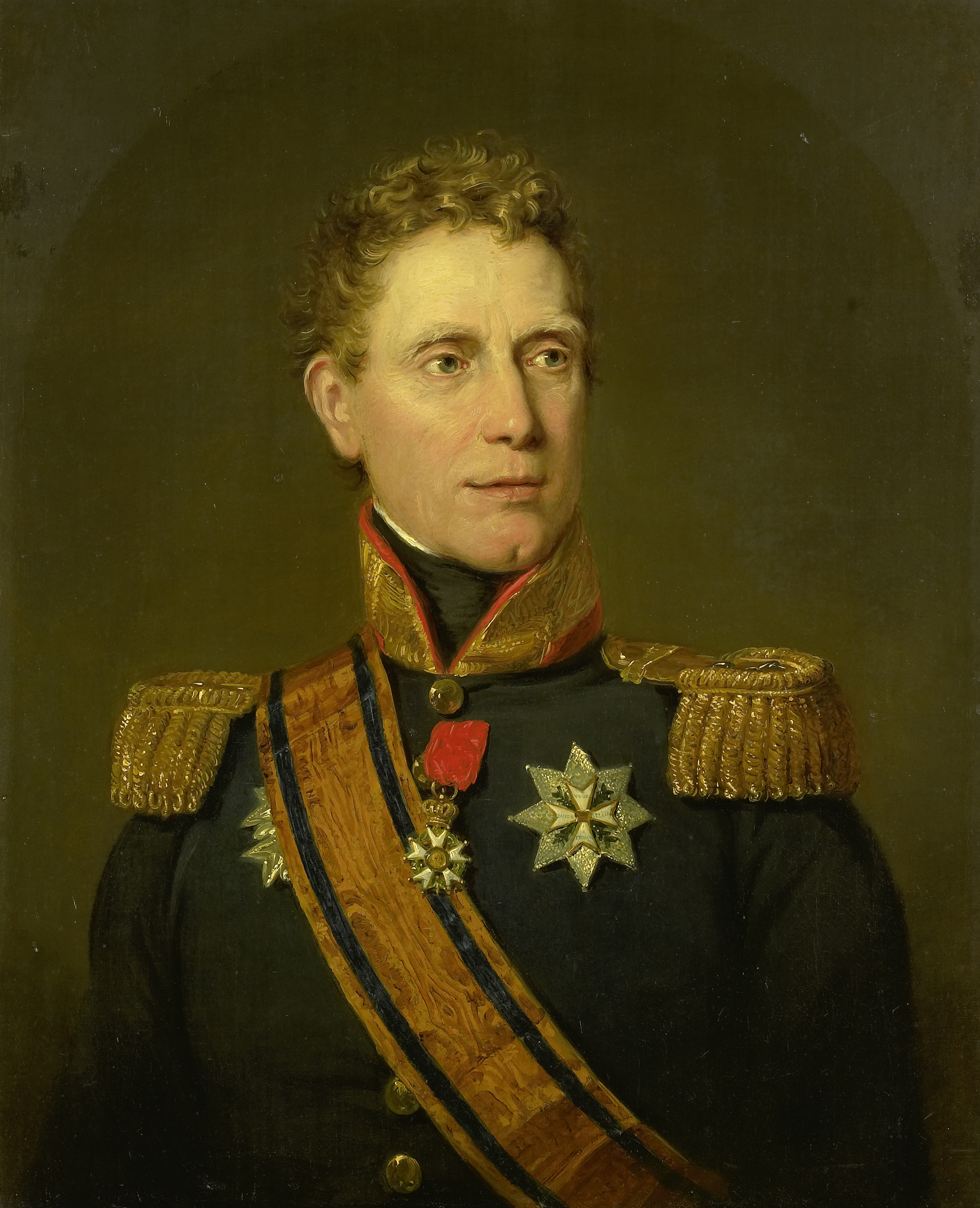
Jan Willem Janssens

Jan Willem Janssens (* 12. Oktober 1762 in Nimwegen; † 23. Mai 1838 in Den Haag) war ein niederländischer Adliger, Soldat und Staatsmann, der im Laufe seiner Karriere als Gouverneur der Kapkolonie und Generalgouverneur von Niederländisch-Indien diente.

## Leben

### Frühe Karriere
Jan Willems militärische Karriere begann im Alter von neun Jahren, 1771 trat er als Kadett in das niederländische Infanterie-Regiment „Van Aylva“ ein. Am 24. Dezember 1772 wurde dieses Regiment in „Van Burmania“ und am 12. September 1775 in „Kronprinz Frederik van Oranje-Nassau“ umbenannt. Am 5. Februar 1777 wurde er Fähnrich und am 5. April 1785 Adjutant des Quartiermeisters im 2. Bataillons des Regiments Nr. 1 „De Schepper“. Am 31. Dezember 1787 wurde er zum Leutnant befördert und verließ das Regiment am 12. Dezember 1788, um ein Bataillon des Infanterie-Regiments Nr. 18 „Van Pabst“ zu übernehmen und am 25. Februar 1790 zum Kaptain aufzusteigen. Zwei Jahre später im April 1793 wurde er Oberst im neuerlich unbenannten Regiment „Von Wartens“.
Zwischen 1793 und 1794 diente er mit seinem Regiment im Korps des Prinzen von Oranien-Nassau gegen die Franzosen in Flandern. Am 13. September 1793 wurde er  während der Einnahme von Menin durch eine Flintenkugel an der rechten Schulter verwundet. Von 20. bis 30. April 1794 nahm er an der Belagerung von Landrecies und am 26. Juni an der Schlacht bei Fleurus teil. Nach der Niederlage der niederländischen und britischen Truppen kam es 1795 zur Kapitulation, die zur friedlichen Errichtung der Batavischen Republik führte. Ein Gebilde das zum Satellitenstaat des wachsenden Imperiums der jungen französischen Republik wurde. Die Armee wurde nach französischem Muster neu geordnet, Janssens abgekämptes Regiment, wegen der nur mehr geringen Stärke zum 3. Bataillon der neuen 1. Brigade herabgestuft. Wegen seiner früheren Wunde noch leidend, wurde Janssens aus dem aktiven Heeresdienst abgezogen und fungierte ab 16. Juni 1796 als verwaltender Administrator der neuen Batavischen Armee.
Schon am 11. März 1797 wurde Janssens erster Verwaltungsbeauftragter und 1797, 1798 und 1800 mit mehreren Missionen nach Frankreich betraut. Ab 29. März 1800 fungierte er als Sekretär und ab 10. Oktober als Berater im Generalstab.

### Gouverneur der Kapkolonie
Am 29. Januar 1801 übernahm er die Funktion als oberster Verwaltungschef der französischen Truppen in der Batavischen Republik. Britische Truppen unter General Sir James Henry Craig landeten 1795 in Kapstadt, um die niederländische Siedlung gegen die Franzosen zu sichern. Der Gouverneur von Kapstadt übergab nach anfänglicher Weigerung am 16. September 1795 die Kolonie den Briten. Ein niederländischer Rückeroberungsversuch scheiterte im August 1796 mit der Kapitulation in der Saldanhabucht. Im Februar 1803 fiel die Kapkolonie  infolge des Frieden von Amiens  an die Batavische Republik zurück. Schon bevor der Friede unterzeichnet wurde, war am 18. Februar 1802 Janssens zum Generalgouverneur und Oberbefehlshaber der Kolonie am Kap der Guten Hoffnung bestimmt worden. Nach seiner Ankunft versuchte er sofort die militärische Verteidigung der Kolonie zu stärken, fand aber die nötige Ressourcen nicht vor. Er hatte nur wenige gut ausgebildete Truppen zu seiner Verfügung und die dortige politische Situation war wenig sicher. Während dieser Zeit wurde Janssens zum Generalleutnant befördert. Janssens lebte mit seiner Familie in der Kapkolonie, der Hauslehrer seines 1802 13-jährigen Sohnes Henry war der Zoologe und spätere Gründer des Berliner Zoologischen Gartens Hinrich Lichtenstein, der die Gelegenheit nützte und dreieinhalb Jahre lang das südliche Afrika erforschte.
Der Beginn des Dritten Koalitionskrieges führte schnell zu einer neuerlichen britischen Invasion in der Kapkolonie. Janssens sah keine ausreichende Möglichkeit die gelandete britische Streitmacht unter Generalleutnant Sir David Baird abzuschlagen, er mobilisierte seine Kräfte in der Nähe von Kapstadt und trat den Briten am 8. Januar 1806 in der Schlacht von Blaauwberg entgegen. Seine Truppen wurden aber geschlagen und am 18. Januar gemäß den Bedingungen der Übergabe in die Niederlande abtransportiert. Schon vor der Ankunft in Den Haag (8. Juni 1806) hatte derweil der Krieg in Europa mit dem Frieden von Pressburg geendet.

### Generalgouverneur von Niederländisch-Indien
Als Janssens in die Niederlande zurückkam, hatte Napoleon bereits seinen Bruder Louis Bonaparte als König des neu gegründeten Königreichs der Niederlande eingesetzt. Louis Bonaparte ernannte Janssens zum Generalsekretär der Kriegsabteilung. Am 11. November 1810 wurde er zum Generalgouverneur von Niederländisch-Indien ernannt. Die Kolonialverwaltung fürchtete, dass der Krieg gegen Großbritannien zur Besetzung ihrer Besitztümer in Südostasien führen könnte und setzte Herman Willem Daendels als Generalgouverneur ein, der die Kolonie „mit eiserner Hand“ regierte. Dieser ließ Befestigungsanlagen auf Java errichten und verpflichtete junge Männer zum Militärdienst. Zwangsarbeiter mussten eine 1000 Kilometer lange Straße – niederländisch Grote Postweg – entlang der Nordküste bauen. Gerüchte, dass Daendels die Kolonie von den Niederlanden abspalten wolle, führten zu seiner Abberufung. Sein Nachfolger Janssens  kam am 15. Mai 1811 in Batavia an und bemühte sich die Verteidigung der Kolonie zu stärken. Die Briten, die im Jahr zuvor die Molukken mit den Inseln Ambon und Ternate besetzt hatten, befürchteten eine Übernahme der restlichen niederländischen Besitztümer durch das feindliche Frankreich und griffen Java unter dem Kommando von General Sir Auchmuty und mit Begleitung des indischen Generalgouverneurs Gilbert Elliot Ende August an. Am 28. August 1811 stürmten britische Truppen die stark befestigte Stellung von Meester Cornelis (in Jakarta), und nach der Eroberung der Stadt Semarang im September kapitulierte Janssens, der gezwungen war sich nach Buitenzorg zurückzuziehen. Zusammen mit französischen Soldaten wurde er während des Rückzuges und der anschließenden Verfolgung am 18. September 1811 von den Briten gefangen genommen. Am 18. Oktober 1811 wurde er als Kriegsgefangener von Batavia nach England gebracht. Während seiner Haft in Großbritannien erhielt er am 22. Februar 1812 das Großkreuz der Ehrenlegion verliehen. Nach dem Ehrenwort, nicht mehr gegen die Briten und ihre Verbündeten zu kämpfen, wurde er ausgetauscht und kam nach Holland zurück, am 11. November 1812 ging er bei Morlaix an Land.

### Restliche Karriere
Am 15. Januar 1813 wurde er zum Kommandeur der in Groningen liegenden 31. Militärdivision ernannt. Schon am 5. März 1813 wurde ihm befohlen mit seinen Verbänden nach Coevorden zu verlegen, um diese Festung für die Verteidigung vorzubereiten. Am 24. März wurde er zum Kommandeur der in Mézières stehenden  2. Militärdivision ernannt. Am 5. März 1814 erhielt er den Auftrag mit allen verfügbaren Truppen die Festungen in den Ardennen zu organisieren. Die Preußen unter Blücher griffen bereits Laon an und versuchten sich mit der Armee Schwarzenbergs in der Champagne zu vereinigen. Am 14. März erreichte Janssens mit 3000 Mann Reims, zwei Tage später wurde er den Truppen von Marschall Ney unterstellt. Während der Schlacht bei Arcis-sur-Aube wurde er am 20. März verwundet und wurde nach Paris gebracht, am 9. April erhielt er seine Entlassung aus der französischen Armee.
Viele Offiziere der französischen und ehemaligen Batavischen Armee versuchten nach dem Frontwechsel 1813 im Befreiungskrieg der Niederlande an Befehlsposten zu kommen. Am 9. Mai 1814 trat Janssens in die neue niederländische Armee im Rang eines Generalleutnants ein.
Ins Führungskader kamen auch Generäle wie Daendels und Dumonceau, es überrascht nicht, dass Janssens Distanz zu seinen früheren Rivalen bewahrte. Dadurch blieb aber das Offizierkorps lange Zeit tief gespalten. Am 8. Juli 1814 wurde Janssens zum Präsidenten der Kommission für die Organisation der Kolonialtruppen bestellt. Am 24. desselben Monats wurde er Präsident der Kommission für die Reorganisation der Niederländischen Armee und vier Tage später, am 28. wurde er vorläufig zum obersten Kriegskommisär bestimmt. Bereits zum dritten Mal in seiner Laufbahn hatte er wieder mit der Aufstellung einer Armee zu tun.
Als ein neuer Generalgouverneur für die Niederländisch-Indien benötigt wurde, war Janssens durchaus bereit, diesen profitablen Posten nochmals zu übernehmen, doch anstatt seiner Person wurde van der Capellen für diese wichtige Position gewählt. Dadurch verärgert, reichte er am 19. September seinen Abschied ein, der aber von Wilhelm von Oranien nicht angenommen wurde. Ein weiteres Ansuchen von seiner Seite am 8. Dezember wurde wieder abgelehnt. Seine Erfahrung wurde jetzt für das Land benötigt, am 11. Dezember wurde er als Kriegskommissar zum Generalsekretär der Vereinten Niederlande bestellt.
Am 1. Januar 1815 wurde Janssens Rücktrittsgesuch doch bewilligt, am 22. Mai 1815 beendete er seinen aktiven Dienst im Alter von erst 52 Jahren. Zwei Tage später, am 24. Mai 1815 wurde Janssens mit Verleihung des Militärordens für Verwaltung und Disziplin, dem Militaire Willemsorde geehrt. Am 8. Juli wurde er zum Ritter des Militär-Wilhelms-Ordens geschlagen und zum Kanzler des Ordens bestellt. Ab 7. November 1816 war er berechtigt, die Dekoration eines Offiziers der Ehrenlegion zu tragen, welche ihm am 6. Oktober 1817 durch den König von Frankreich verliehen wurde. Schließlich wurde Janssens durch Königlichen Erlass vom 24. November 1816 Mitglied des niederländischen Adels. Am 10. November 1828 wurde er zum General der Infanterie, den höchsten Rang in der niederländischen Armee befördert. Am 9. Januar 1834 wurde er mit dem Orden vom Niederländischen Löwen ausgezeichnet. Er starb 1838 in Den Haag im Alter von 75 Jahren.